# Chrysemys picta
Chrysemys picta (danh pháp hai phần: Chrysemys picta) là loài rùa bản địa phổ biến nhất của Bắc Mỹ. Nó sống ở vùng nước ngọt chảy chuyển chậm, từ miền nam Canada Louisiana và miền bắc Mexico, và từ Đại Tây Dương đến Thái Bình Dương. Đây là loài duy nhất của chi Chrysemys thuộc họ Emydidae. Các hóa thạch cho thấy rằng loài rùa này tồn tại cách đây 15 triệu năm. Bốn phân loài theo khu vực phía đông, trung du, miền nam và miền tây phát triển trong thời kỳ băng hà cuối cùng.
Chrysemys picta cái trưởng thành là dài 10–25 cm (4-10), con đực nhỏ hơn. Vỏ đầu của con rùa mịn màng và hình bầu dục mà không có một chỏm. Màu da của nó là ô liu đến đen với các dải màu đỏ, cam, hoặc sọc màu vàng trên cùng của nó. Các phân loài có thể được phân biệt bằng vỏ của chúng.
Loài rùa này ăn thực vật thủy sản, tảo, và các sinh vật nước nhỏ như côn trùng, động vật giáp xác và cá. Mặc dù chúng thường xuyên ăn trứng hoặc con non của các động vật gặm nhấm, răng nanh, và rắn, rùa trưởng thành vỏ cứng bảo vệ chúng khỏi bị săn bắt bởi hầu hết các động vật ăn thịt ngoại trừ cá sấu và gấu mèo. Phụ thuộc vào sự ấm áp từ môi trường xung quanh của nó, những con rùa sơn đang hoạt động chỉ trong ngày khi nó basks giờ trên các bản ghi hoặc đá. Trong suốt mùa đông, con rùa ngủ đông, thường là trong đáy bùn. Các rùa giao phối vào mùa xuân và mùa thu. Con cái đào tổ về đất đai và đẻ trứng từ cuối mùa xuân và giữa mùa hè. Rùa nở phát triển cho đến khi thành thục sinh dục: 2-9 năm đối với con đực, 6-16 đối với con cái. Giới tính của phôi thai rùa do nhiệt độ môi trường quyết định. Trứng của loài rùa Chrysemys picta ấp dưới nhiệt độ cao sẽ nở ra con cái, trong khi nhiệt độ thấp sẽ nở ra con đực. Loài rùa này có thể phải đối mặt với nguy cơ tuyệt chủng cục bộ trong tương lai gần do chênh lệch tỉ lệ con đực-con cái và chúng cũng sẽ phải đương đầu với vấn đề giới tính do hiện tượng ấm lên toàn cầu gây ra. Nếu nhiệt độ tăng đều đặn khoảng 4 độ C sẽ khiến toàn bộ rùa là cái, dẫn đến sự tuyệt chủng của loài này.
Có 4 tiểu bang Hoa Kỳ đã chọn loài rùa này là loài bò sát chính thức. Việc mất môi trường sống và bị xe cán chết trên đường đã giảm dân số của con rùa, nhưng khả năng sinh sống trong môi trường bị xáo trộng bởi con người đã giúp nó vẫn là loài rùa nhiều nhất ở Bắc Mỹ. Con trưởng thành trong tự nhiên có thể sống hơn 55 năm.